# Мандичевський Костянтин Васильович
Мандичевський Костянтин Васильович (24 травня 1859, с. Багринівка, Буковина, Австрійська імперія — 14 січня 1933, Чернівці) — австрійський і румунський педагог і бібліотекар румунського походження. Брат Євсевія Мандичевського.
Син православного священника Василя Мандичевського, по матері племінник професора церковної історії Євсевія Поповича. Закінчив гімназію в Чернівцях, навчався в Чернівецькому і Віденському університетах. У 1884—1893 рр. викладав в гімназії в Сучаві. Повернувшись до Чернівців, в 1896—1918 рр. був директором Православного реального училища. 1904 року, у зв'язку з ювілейними заходами з нагоди 400-річчя від дня смерті Стефана Великого, склав, ґрунтуючись на фольклорному музичному матеріалі, слова патріотичної пісні «Співає зозуля в Буковині» (рум. Cântă cucu-n Bucovina), досі широко популярної в румунській частині Буковини.
Після переходу Буковини в 1918 році під контроль Румунії Мандичевський був призначений інспектором, а потім і генеральним директором шкіл регіону. У 1922—1930 рр. він займав пост директора бібліотеки Чернівецького університету, в 1924 був обраний віцепрезидентом нової Асоціації бібліотекарів Румунії. В останні роки життя займався музичною спадщиною свого брата Євсевія, підготував бібліографію його творів і біографічний нарис.
Крім Костянтина і Євсевія, в сім'ї було ще кілька братів і сестер, в тому числі Ераст (1860—1946) — юрист і Георгій (1870—1907) — композитор і хоровий диригент.